# Ларрас, Хосе Рамон
Хосе Рамон Ларрас (исп. José Ramón Larraz), (7 февраля 1929 — 3 сентября 2013) — испанский режиссёр, сценарист и продюсер, карикатурист. Также использовал псевдонимы, такие как Дэн Деабенай, Гил, Жиль и Джозеф Ларрас. Известен своими культовыми готическими мистическими и психосексуальными триллерами. Мотивами картин Ларраса часто являются лесбос, вампиры и потеря рассудка.

## Ранняя деятельность
Хосе Рамон Ларрас начал свою профессиональную карьеру в 1952 году как сценарист комиксов и карикатурист в таких публикациях издательстве «Койот». В 1954 году он занимался фотографией во Франции и Бельгии, под руководством агентства Opera Mundi. Франко-бельгийский рынок труда привёл его в журнал Spirou, где он работал в 1968—1979 годах под псевдонимом «Гил». Наиболее знаменита его серия экшн-комиксов «Paul Foran», в которой художником выступил Хесус Бласко. Также он трудился в журналах «Алькотан», «Флорита» и других, нередко в соавторстве с Бласко. Он встретил Джозефа фон Штернберга в Брюсселе в 1968 году и был вдохновлён указом великого режиссёра, что он должен просто взять и снять фильм.

## Карьера в кино
В 1970 году он заявил о себе фильмом «Омут» (Whirpool), выступив качестве сценариста и режиссёра. Уже в дебюте Ларрас применяет те образные детали, которыми будет пронизано большинство его фильмов — таинственные исчезновения людей, декаданс, групповой секс, загородные поместья, снятые в холодных тонах.
Ища и находя работу на разных студиях, Ларрас начинает вести по несколько проектов синхронно. Так в 1974 году выходят четыре его фильма — «Эмма. Тёмные двери», «Симптомы», «Вскрикни… и умри!» и «Вампиры». «Вампиры» и «Симптомы» объединяет их литературное прошлое — оба фильма сняты по рассказам Томаса Оуэна. «Симптомы» были номинированы на Золотую пальмовую ветвь Каннского кинофестиваля.
Помимо триллеров и мистики Хосе Рамон Ларрас снял также ряд комедий, наиболее известная из которых — «Перископ» (El periscopio), эротическая комедия о вуаеризме и медсестрах. Сценарий «Перископа» написан Ларрасом в соавторстве с Серджио Гарроне, а главную роль там исполнила Лаура Гемсер.

## Поздние годы
В 85-м году Ларрас создаёт для испанского телевидения один сезон сериала «Гойя» о жизни художника. До конца десятилетия он выпускает ещё несколько комедий и фильмов ужасов. Сотрудничая с американскими студиями в 1989, он снимает слэшер «Смертельное поместье» (Deadly manor), где частично возвращается к своей ранней эстетике. Фильм вышел в прокат в 1990 и стал последним интернациональным проектом режиссёра. В 1992 году Ларрас снимает комедию «Соединение в Севилье» (Sevilla Connection), которая завершает список его полнометражных фильмов. После этого кинематографист возвращался к съёмкам лишь единожды, и вновь для работы на испанском телевидении — в 2002-м году он снимает исторический сериал, «Деревенский ветер: Мигель Эрнандес» (Viento del pueblo: Miguel Hernández).
Уйдя из кино, Ларрас писал романы и книгу мемуаров, которая была опубликована в 2012 году под названием «От комикса до фильма, сюжеты о женщинах» (Del tebeo al cine, con mujeres de película).
В 2013 году Ларрас анонсировал ремейк «Вампиров» и опубликовал тизер в Vimeo, но 3 сентября скончался, едва начав работу над фильмом. В итоге фильм был снят его ассистентом Виктором Мательяно в 2015 г.
В современной российской критике о творчестве Ларраса писал Дмитрий Комм в книге «Формулы страха».

### Фильмография (как режиссёра и сценариста)
- Омут (1970)
- Девиация (1971)
- Симптомы (1974)
- Вскрикни... и умри (1974)
- Вампиры (1974)
- The Violation of the Bitch (1978)
- The Golden Lady (1979)
- Перископ (1979)
- Волшебное зелье (1980)
- Стигмат (1980)
- The National Mummy (1981)
- Сексуальные ритуалы Дьявола (1982)
- Покойся с миром (1987)
- Смертоносное поместье (1990)